# Dianthus pontederae
Dianthus pontederae är en nejlikväxtart som beskrevs av A. Kerner. Dianthus pontederae ingår i släktet nejlikor, och familjen nejlikväxter. Inga underarter finns listade i Catalogue of Life.

## Bildgalleri

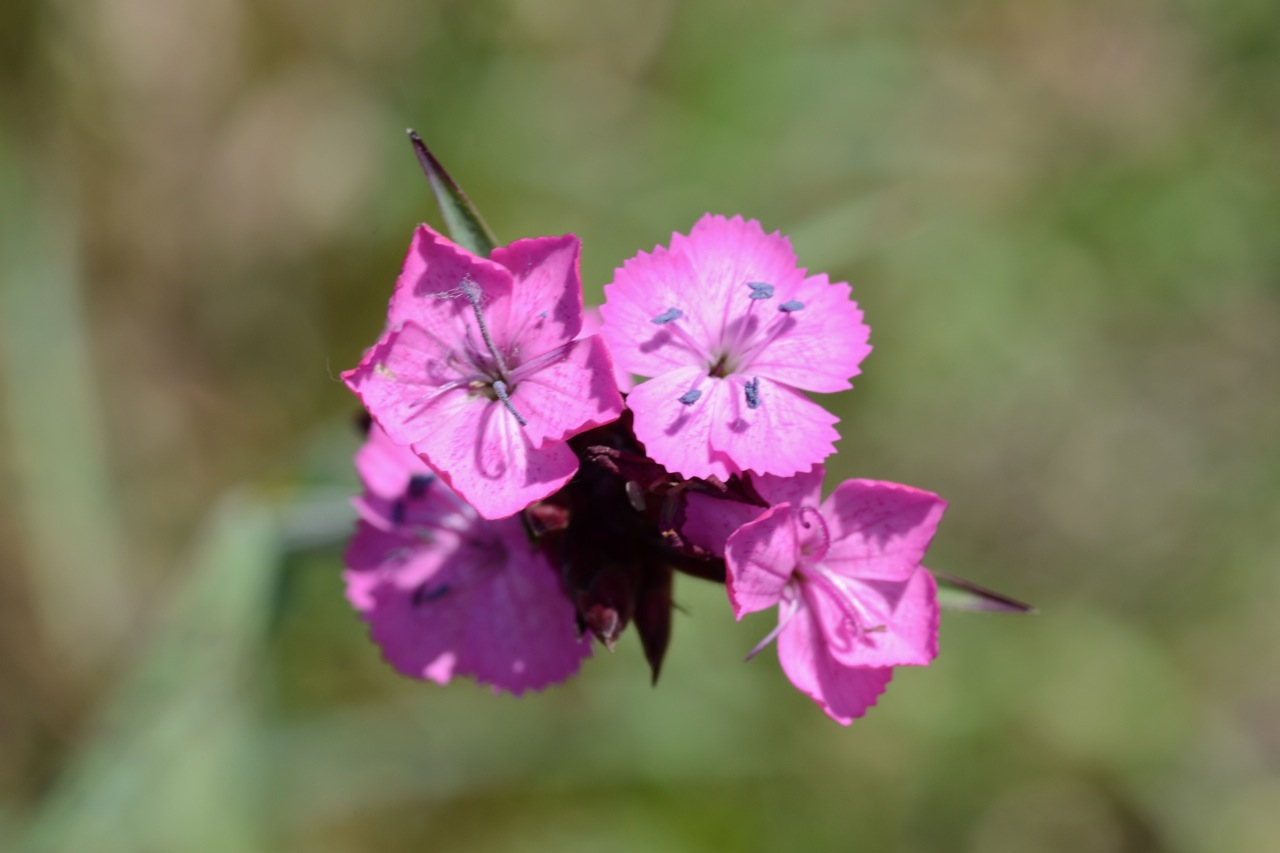
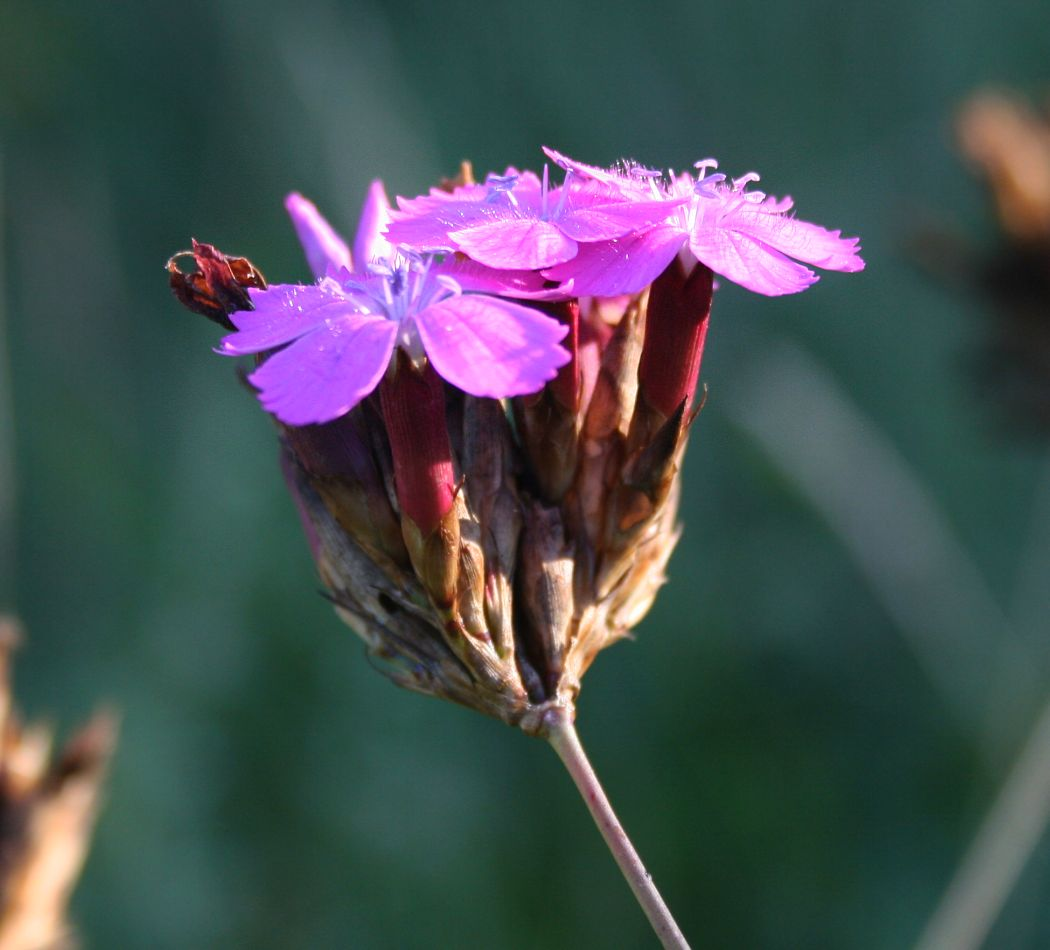
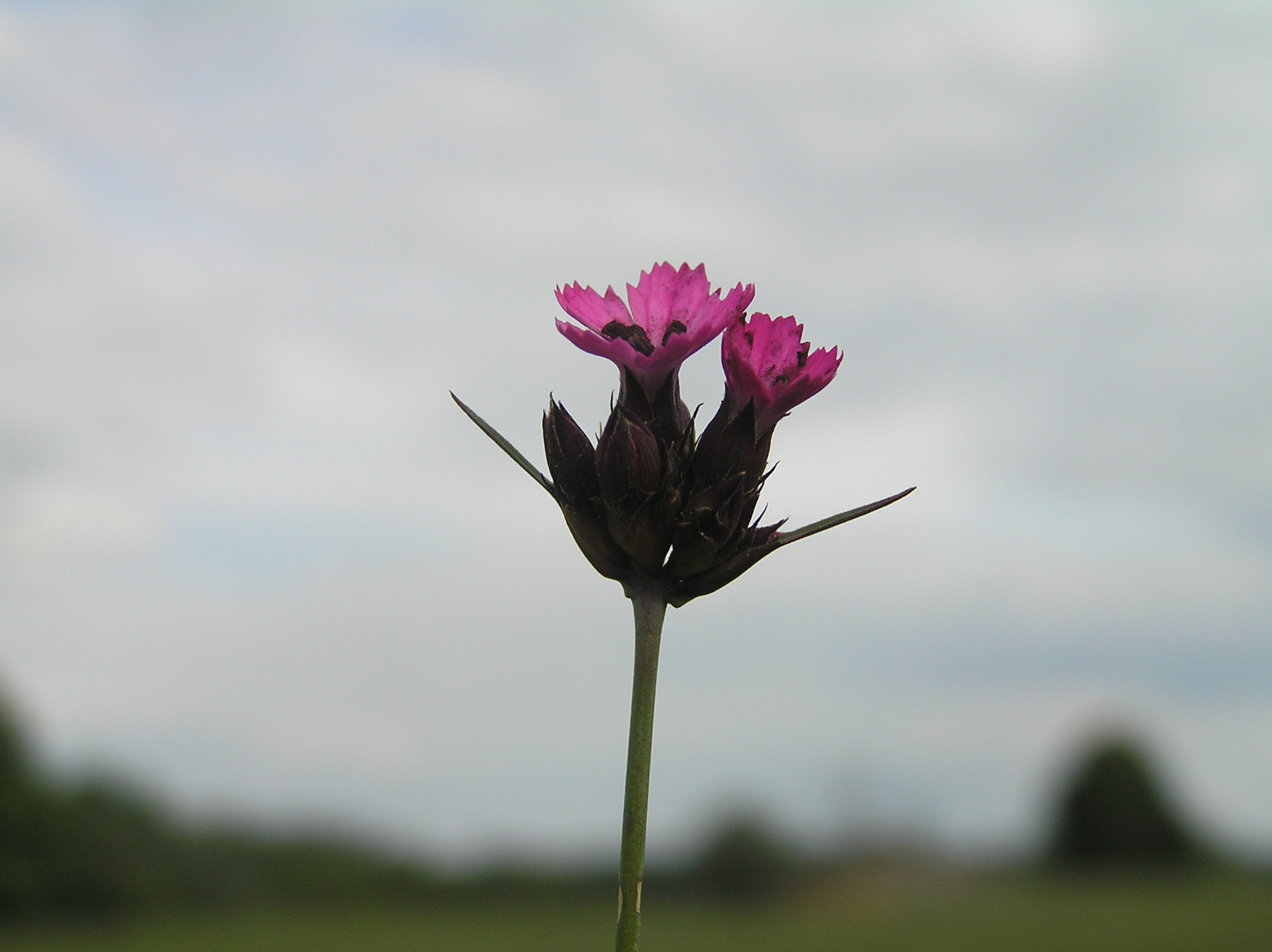
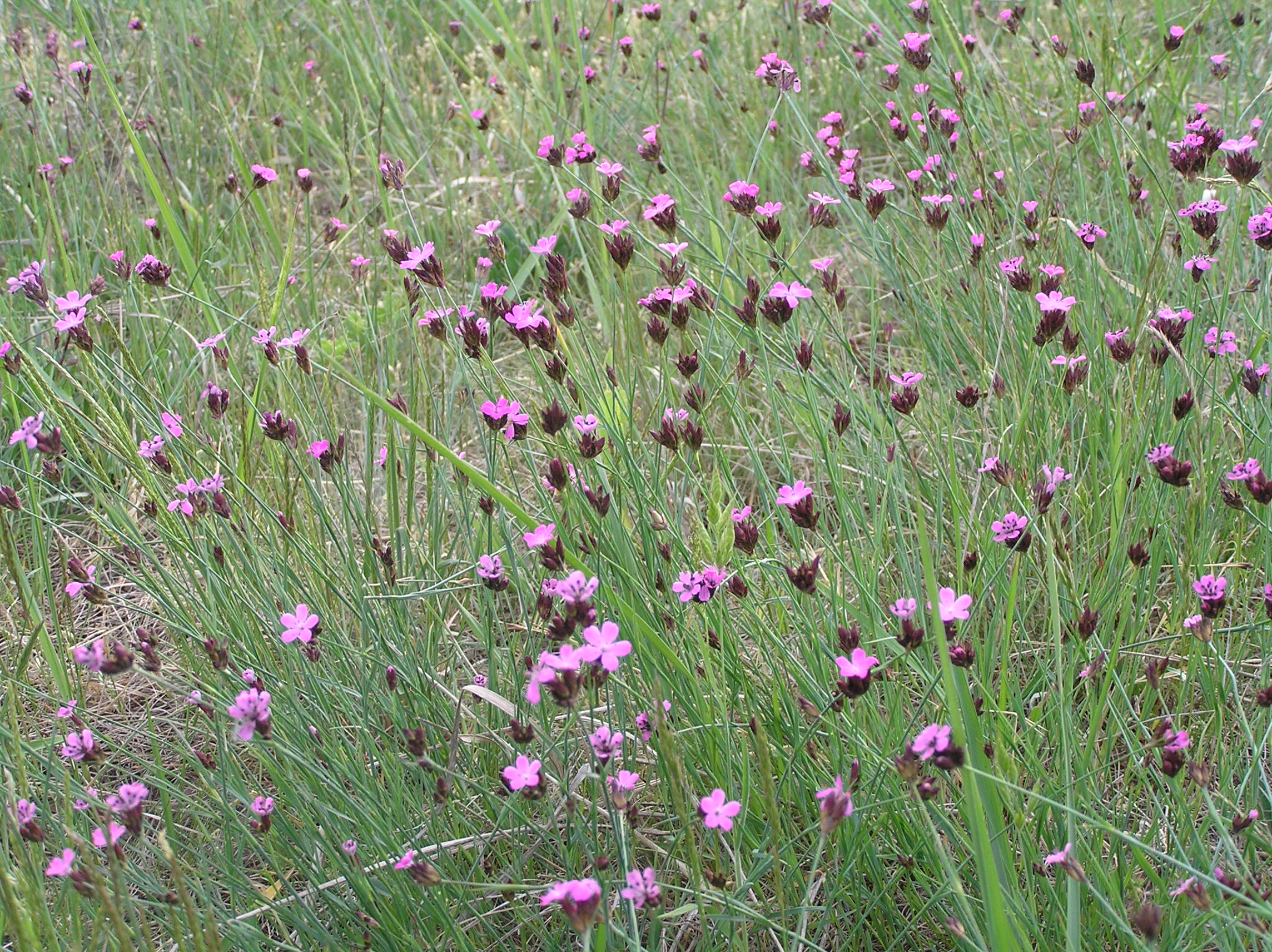
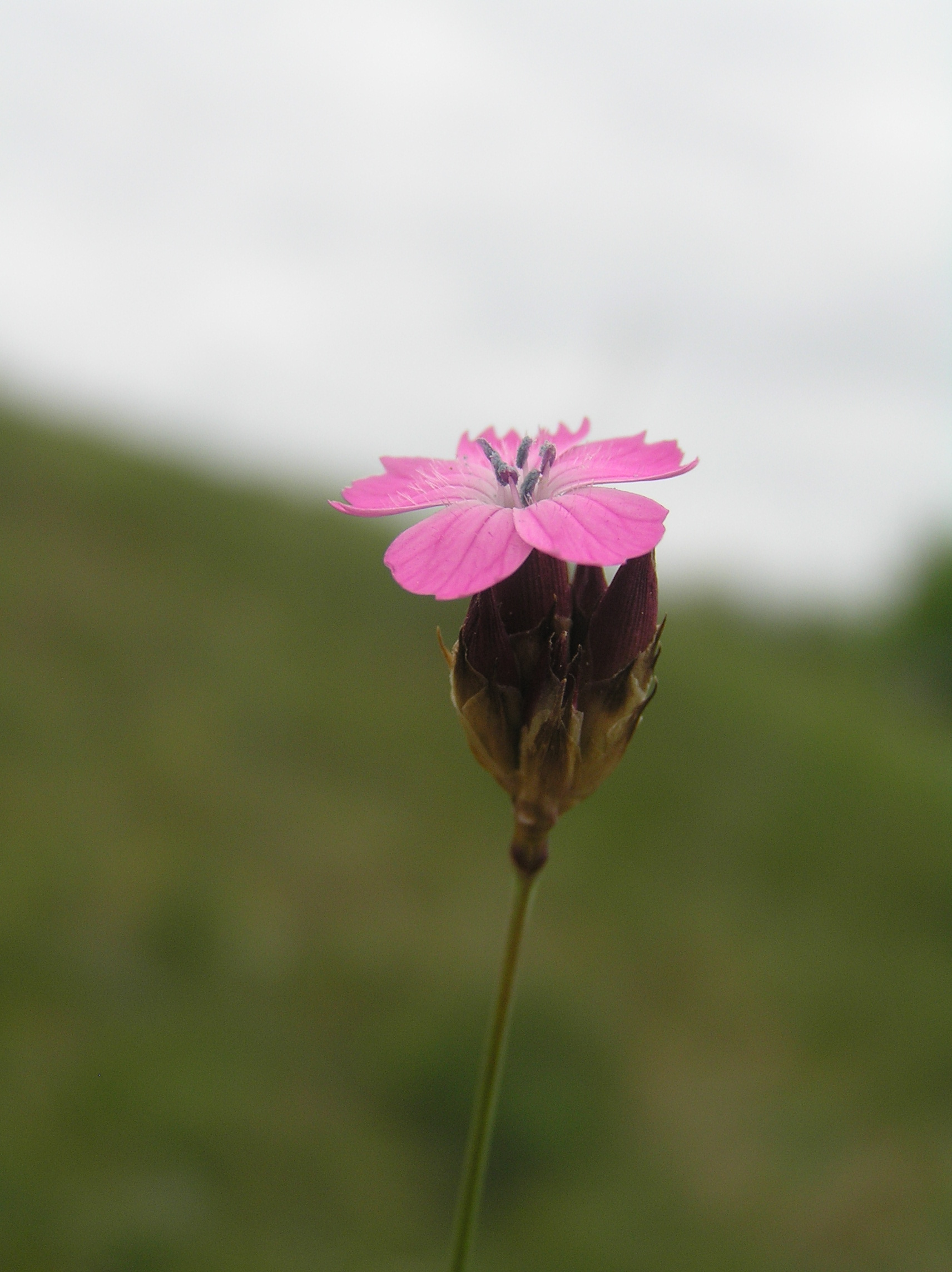